# إيرينا فيتيسوفا
إيرينا أندريفنا فيتيسوفا (بالروسية: Ирина Андреевна Фетисова، من مواليد 7 سبتمبر 1994) هي لاعبة كرة طائرة روسية. تلعب مع منتخب روسيا للكرة الطائرة للسيدات وبنك تيانجين بوهاي على مستوى النادي. وعلى مستوى النادي، لعبت مع فريق لينينغرادكا وزاريكي أودينتسوفو قبل الانتقال إلى دينامو موسكو في عام 2015.